# Пэджетт, Майлз Джон
Майлз Джон Пэджетт (англ. Miles John Padgett, род. 1 июня 1963) — профессор-исследователь Королевского общества оптики и Школы физики и астрономии Университета Глазго. Он возглавлял кафедру натурфилософии Кельвина с 2011 года и занимал должность заместителя директора по исследованиям в Глазго с 2014 по 2020 год.

## Образование
Пэджетт получил образование в Манчестерском университете, Йоркском университете, Сент-Эндрюсском университете и Тринити-колледже Кембриджа, где в 1988 году ему была присуждена степень доктора философии.

## Исследования и карьера
Работая с Лесом Алленом, Пэджетт провёл новаторскую работу по оптическому угловому моменту, за которую в 2009 году они были награждены Медалью Юнга. Исследовательская группа, которую он возглавляет, наиболее известна своими работами по фундаментальным свойствам углового момента света, в том числе оптическими пинцетами и оптическими гаечными ключами (англ. spanners), использованием состояний орбитального углового момента для расширения алфавита оптической связи (как с классическим, так и с квантовым светом) и демонстрация угловой формы ЭПР-парадокса. Исследования Пэджетта были опубликованы в ведущих рецензируемых научных журналах, включая Science, Nature, Physical Review Letters, Optics Express и Progress in Optics. Исследование Пэджетта финансировалось Исследовательским советом инженерных и физических наук (EPSRC).

### Награды и почести
Пэджетт был избран членом Королевского общества Эдинбурга (FRSE) в 2001 году, в 2011 году он был избран членом Оптического общества, а в 2012 году — членом Общества оптики и фотоники (SPIE). В 2014 году он был избран членом Королевского общества (FRS) – Национальной академии наук Великобритании. Его номинация в Королевское общество гласит:

Пэджетт получил международное признание за своё лидерство в области оптики и, в частности, оптического импульса. Его самые известные достижения включают оптический ключ для вращения объектов микронного размера, использование орбитального углового момента для увеличения пропускной способности систем связи и угловую форму квантового парадокса Эйнштейна-Подольского-Розена (ЭПР).
Оригинальный текст (англ.)Padgett is internationally recognised for his leadership in the field of optics and in particular of optical momentum. His best known contributions include an optical spanner for spinning micron-sized objects, use of orbital angular momentum to increase the data capacity of communication systems and an angular form of the Einstein-Podolsky-Rosen (EPR) quantum paradox.
— 
В 2009 году вместе с Лесом Алленом он выиграл Медаль Юнга Института физики (IOP), а в 2014 году Пэджетт был награждён медалью лорда Кельвина Королевского общества Эдинбурга. В 2015 году он выиграл премию «Наука о свете» от Европейского физического общества, в 2017 году — премию Макса Борна Оптического общества (OSA), а в 2019 году — медаль Румфорда Королевского общества. Пэджетт — научный сотрудник Института физики.
Пэджетт был назначен кавалером Ордена Британской Империи в честь Дня Рождения 2020 года за заслуги в области научных исследований и просветительской деятельности.

## Личная жизнь
Пэджетт проживает в Глазго со своей женой Хизер Рид и их дочерью Дженной.